# سرنره
سَرنَره، سر آلت یا نوک آلت (به لاتین: glans penis) یا کلاهک یا حَشَفَه یا در زبان عامیانه سر کیر، به سر آلت تناسلی مرد گفته می‌شود که بالاتر از محلی است که در هنگام ختنه برداشته می‌شود. کلاهک آلت تناسلی بخشی بسیار حساس، بزرگ و انبساط‌پذیر است.
سر آلت در آلت‌های ختنه‌نشده و به هنگام جمع‌شدگی آلت توسط پوستی به نام پیش‌پوست پوشیده می‌شود تا از حساسیت کلاهک مراقبت کرده و آن را نرم، مرطوب و براق نگاه دارد؛ ولی این پوست در زمان نُعوظ (راست‌شدگی) که آمادهٔ آمیزش می‌گردد، پس رفته و روی سر آلت را کامل نمی‌پوشاند تا لذت جنسی بیشتر شود.
لگام (به انگلیسی: frenulum) که در قسمت زیرین کلاهک جای دارد، بخشی حساس از آلت تناسلی برای تحریک جنسی است و با کمترین حس یا تماسی تحریک می‌شود.
نمای تحتانی سرنره

## ریشه‌شناسی
در انگلیسی به کلاهک آلت تناسلی، glans می‌گویند که از واژهٔ لاتینِ gland به معنایِ بلوط گرفته شده که به دلیل شکل بلوطی آن است.

## تحریک
سرنره در مردان بیشترین حساسیت را در اثر تماس دارد و تحریک آن بیشترین لذت را برای مرد پدید می‌آورد. از این رو پیش‌پوست برای محافظت، روان‌سازی، نرم نگه‌داری و پیش‌گیری از خشکی و چروکیدگی آن روی نوک آلت را می‌پوشاند. اگر سرنره در اثر تماس همیشگی با لباس یا هوا باشد کم‌کم خشک، زبر و پر چین‌ و چروک می‌شود.

## نگارخانه

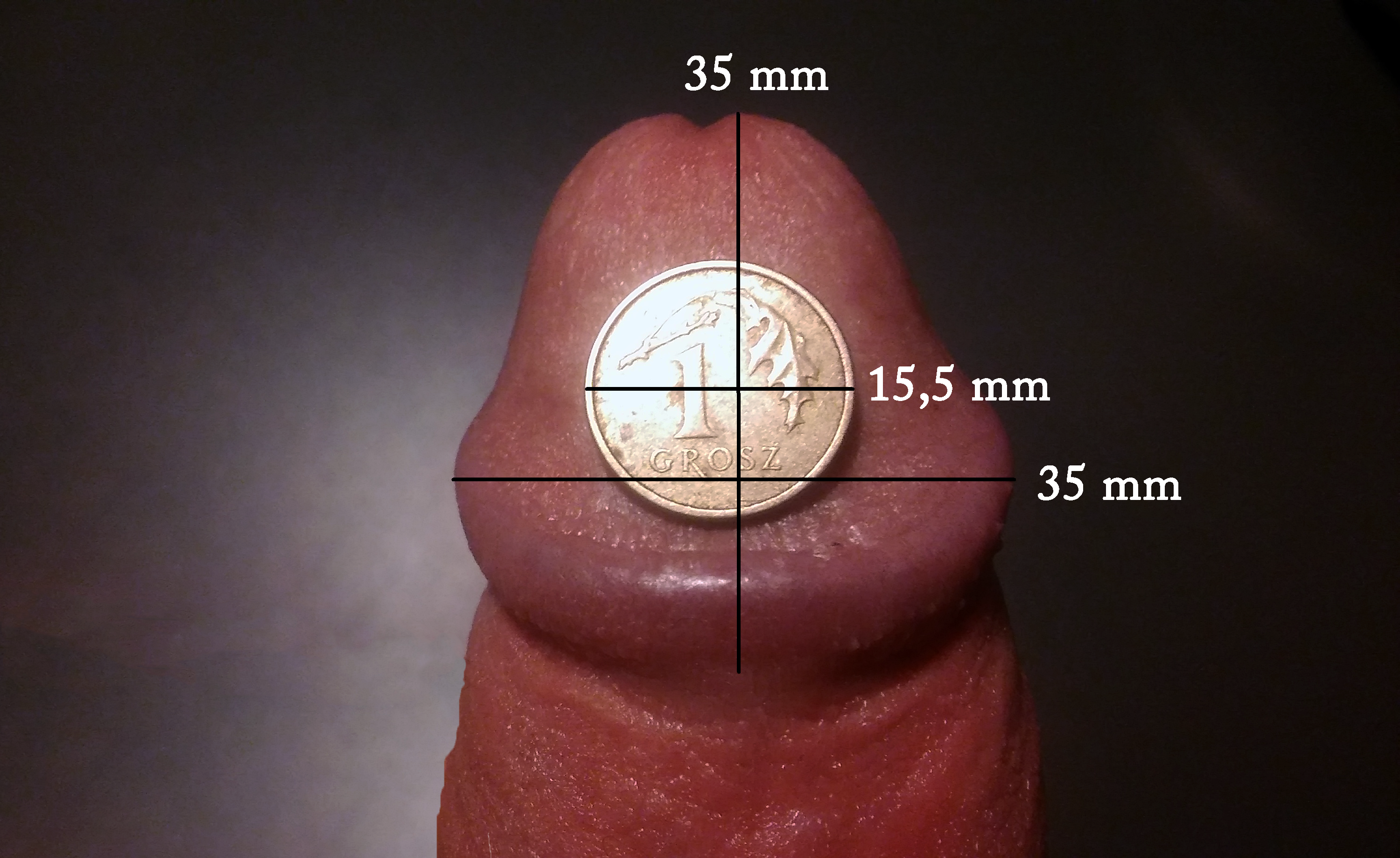
اندازهٔ سرنره در حالت خوابیده، ولی در حالت راست‌شده (افراشته) تاج و کلاهک در اثر برانگیختگی درشت‌تر و کشیده‌تر می‌شوند. در حین نعوظ کامل اندازه سرنرهٔ برانگیخته تقریبا ۴٫۸ تا ۵ سانتی‌متر در درازا (سوراخ شاشراه تا تاج سرنره، بالا تا پایین در تصویر بالا)، ۴٫۲ تا ۴٫۵ سانتی‌متر در پهنا (دو سوی تاج سرنره، از راست تا چپ) و ۳٫۲ تا ۳٫۵ سانتی‌متر در بلندا (لگام تا تاج سرنره، از کنار) است.
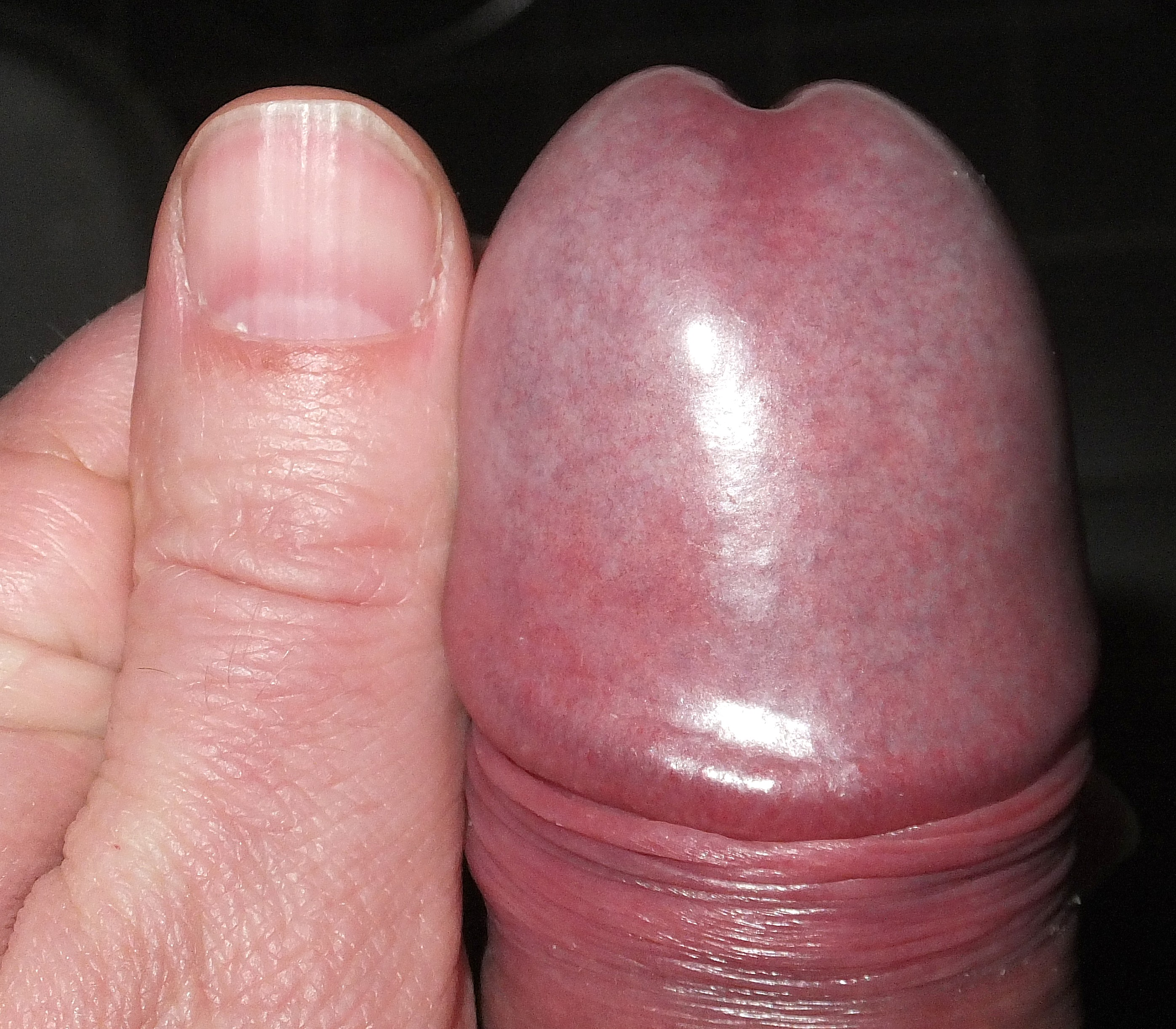
نسبت اندازه‌های شَست و سرِ آلت ختنه نشده، همان طور که دیده می‌شود در آلت‌های ختنه نشده نوک یا کلاهک آلت براق و صیقلی است
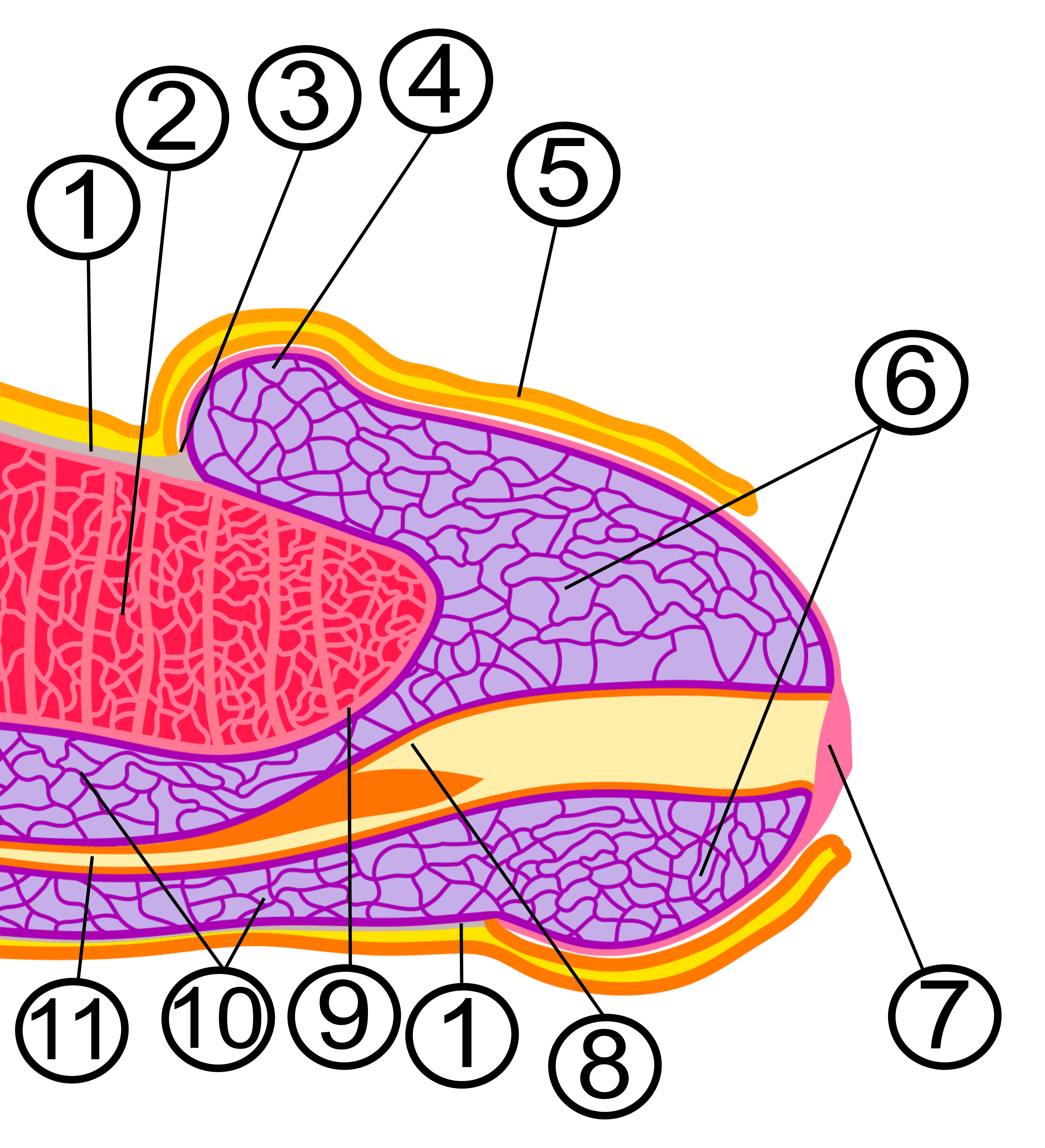
آناتومی درونی کلاهک آلت تناسلی انسان: ۱. فاسیا پنیس ۲. کُرپوس کاوِرنُسوم ۳. شیار تاجی ۴. تاج سرنره ۵. پیش‌پوست ۶. کلاهک آلت تناسلی ۷. مجرای ادرار ۸. حفره ناویکولار گمیزراه نر ۹. تونیکا آلبوگینِئای پنیس ۱۰. کُرپوس اسپونجیُسوم ۱۱. شاش‌راه